# Montastruc, Hautes-Pyrénées
Montastruc är en kommun i departementet Hautes-Pyrénées i regionen Occitanien i sydvästra Frankrike. Kommunen ligger i kantonen Galan som tillhör arrondissementet Tarbes. År 2022 hade Montastruc 238 invånare.

## Befolkningsutveckling
Antalet invånare i kommunen Montastruc
| Referens: INSEE |